# Speenhamlandsystemet
Speenhamlandsystemet är det system för inkomsttillägg för fattiga som infördes i byn Speenhamland i England 1795 och som därefter spred sig över landet, särskilt i de södra delarna. Inkomsttillägget skulle baseras på priset på bröd och storleken på familjen. William Pitt den yngre försökte få systemet att bli nationellt, men misslyckades. Under Napoleonkrigen var systemet som mest spritt, därefter avtog dess betydelse och avskaffades helt 1834. 

## Kritiken mot Speenhamland
Systemet spreds över England men blev med tiden också mycket kontroversiellt. The Royal Commission Report (1834) blev spiken i kistan som gjorde att systemet avskaffades samma år. Argumentet i rapporten var att den fattigdomslindring som användes i Speenhamland var kontraproduktiv genom att fattiga fick incitament att fortsätta vara fattiga, så att de skulle få understöd. Dessutom fick arbetsgivarna incitament att sänka lönerna, eftersom det allmänna då gick in och finansierade en större del av arbetarnas uppehälle. Speenhamland-systemet har fortsatt att spela en roll i diskussionen om socialpolitik i England och USA ända in i våra dagar. 

## Karl Polanyi diskuterar systemet
Speenhamland-systemet är känt för en bredare allmänhet bland annat genom att det utgör en bärande del av Karl Polanyis klassiker Den stora omdaningen (The Great Transformation). Polanyi hävdar att den klassiska politiska ekonomin under 1800-talet färgades starkt av försöken att förklara existensen av fattigdom i Speenhamland. Dock försvarar han inte systemet utan ser i likhet med 1800-talets klassiska ekonomer att systemet bidrog till bevarad fattigdom. Under senare år har systemet fått viss upprättelse, bland annat genom Fred Block och Margaret Somers In the Shadow of Speenhamland. 